# محمد بن الحسن الشيباني
محمد بن الحسن الشيباني الكوفي (131ـ-189هـ/ 748- 804م ) عالم مسلم من أهل العراق، فقيه ومحدث ولغوي، صاحب الإمام أبي حنيفة النعمان، وناشر مذهبه، يلقب «صاحب أبي حنيفة، وفقيه العراق». ولد بواسط سنه 131 هـ، ونشأ بالكوفة، وأخذ عن أبي حنيفة بعض الفقه، وتمم الفقه على القاضي أبي يوسف، وأخذ عن سفيان الثوري والأوزاعي، ورحل إلى مالك بن أنس في المدينة. تولى القضاء زمن هارون الرشيد، وانتهت إليه رياسة الفقهِ بالعراق بعد أبي يوسف.
محمد بن الحسن الشيباني (749/50 – 805)، هو أبو القانون بالنسبة للمسلمين ، حيث كان عالم دين إسلامي، وأحد تلامذة أبي حنيفة النعمان (والأخير هو من يُنسب إليه المذهب الحنفي في الفقه الإسلامي)، كما كان أحد تلامذة مالك بن أنس وأبي يوسف.

## اسمه ونسبه
- هو: «محمد بن الحسن بن فرقد، الشيباني ولاءً، الحرستاني أصلاً، الواسطي ولادةً، الكوفي نشأة وإقامة، الحنفي مذهباً».[6][7][8][9][10] وذكر العلامة النسفي أنه: «محمد بن الحسن بن طاوس بن هرمز من ملوك بني شيبان».[11][12] وقيل: «هو محمد بن الحسن بن عبيد الله بن مروان».[13] والقول الأول في نسبه هو الصحيح وعليه أطبقت كلمات المؤرخون القدامى والمحدثون ممن ترجموا له، خاصة في المصادر الأساسية.

ونسبته إلى قبيلة (بني شيبان) العربية هي نسبة ولاء، لأنه مولى لبني شيبان، وهذا مذهب جمهور أهل العلم. وذكر عبد القاهر البغدادي في كتابه «التحصيل في أصول الفقه» والسيوطي في «جزيل المواهب» أن الإمام محمد بن الحسن شيباني نسباً لا ولاءً. والحرستاني: نسبة إلى حرستا، وهي قرية مشهورة بغوطة دمشق، وينسب إليها الإمام محمد لأنها الموطن الأصلي لأسرته، نص على هذا جمهور المؤرخين وبخاصة أصحاب الطبقات وكتب الأنساب. ونص بعض المؤرخين مثل ابن سعد، والطبري على أن أسرة الإمام محمد أصلها من أرض الجزيرة، وأن والده قدم إلى بلاد الشام فأقام في قرية حرستا أثناء عمله في جند أهل الشام، ثم انتقل إلى واسط في العراق حيث كانت ولادة الإمام محمد. وقال بعضهم: أصله من قرية قرب الرملة بفلسطين، قال القاضي أبو خازم «محمد بن الحسن، أصله من قرية بين فلسطين والرملة أعرفها وأعرف قوما من أهلها ثم انتقلوا إلى الكوفة». والكوفي: نسبة إلى مدينة الكوفة من مدن العراق، حيث كانت بها نشأة الإمام محمد باتفاق المؤرخين قاطبةً. والحنفي نسبة إلى مذهب الإمام أبي حنيفة النعمان في الفقه الأسلامي.
- والده: «الحسن بن فرقد الشيباني الحرستاني»، من أهل قرية حرستا في غوطة دمشق، كان من جند أهل الشام، وكان ذا ثراء، انتقل إلى العراق في آخر عهد بني أمية، وأقام بمدينة واسط مدة فولد له فيها ابنه محمد، فحمله إلى الكوفة فنشأ بها الإمام محمد وطلب العلم والحديث فيها.[13][18]

## مولده ونشأته

### مولده
اتفق المؤرخون على أن محمدا ولد بمدينة واسط بالعراق، وأن أسرته أنتقلت إلى هذه المدينة قبل مولده، إلا أنهم أختلفوا في تاريخ ميلاده، فيرى معظم المؤرخين أن الإمام محمد ولد سنة 132 هـ، وهو العام الذي شهد نهاية دولة الأمويين وقيام دولة العباسيين، وقد رجح محمد زاهد الكوثري في كتابه «بلوغ الأماني في سيرة الإمام محمد بن الحسن الشيباني» هذا الرأي فقال: «وهو الصحيح في ميلاده وعليه أطبقت كلمات من ورخه من الأقدمين».
ويرى بعض المؤرخين أن الإمام محمد ولد سنة 131 هـ، ويرى آخرون أنه ولد سنة 133 هـ، وهناك من يرى أنه ولد سنة 135 هـ، إلا أن هذا القول الأخير مجانب للصواب، قال الكوثري: «وأما ما حكاه ابن عبد البر في (الانتقاء) ونقله ابن خلكان في (وفيات الأعيان) من أنه ولد سنة خمس وثلاثين ومائة فسهو محض»، لأن الروايات تدل عى أن الإمام محمد تتلمذ على يد أبي حنيفة (ت 150 هـ) أكثر من عام، جاء في «طبقات الفقهاء» للشيرازي، و«وفيات الأعيان» لابن خلكان أن الإمام محمد حضر مجلس أبي حنيفة سنتين، وجاء في «مناقب الإمام الأعظم» للكردري أن الإمام محمد قال: حملني أبي إلى الإمام وأنا ابن أربع عشرة سنة، وقال ايضاً: عادني الإمام وأنا ابن سبع عشرة سنة. وبسبب اختلاف الروايات حول تاريخ مولد الإمام محمد بن الحسن اكتفى بروكلمان بقوله أنه ولد بين سنتي 132 هـ - 135 هـ.

### نشأته
بدأ الشيباني دراسته في الكوفة كواحد من تلاميذ أبي حنيفة، وعندما بلغ الشيباني عامه الـ 18، وذلك في عام 767 ميلادي، توفي أبو حنيفة بعدما درّس الشيباني لسنتين فقط.
شرع الشيباني بعدها يتدرب عند أبي يوسف، وكان أبو يوسف أكبر منه وأفضل تلميذٍ من تلامذة أبي حنيفة. كما درس الشيباني على يد عددٍ من الأساتذة البارزين، أمثال سفيان الثوري، والأوزاعي. زار الشيباني لاحقاً المدينة المنورة، ودرس هناك من سنتين لـ 3 سنوات مع مالك بن أنس، والأخير هو مؤسس المذهب المالكي في الإسلام. وهكذا، نتيجة لمتابعته العلم منذ صغره، أصبح الشيباني واحداً من العلماء في عمرٍ مبكر جداً. ووفقاً لما قاله إسماعيل حفيد أبي حنيفة، فقد درّس الشيباني في الكوفة في عمر الـ 20 (تقريباً في عام 770 ميلادي).

## في بغداد
انتقل الشيباني إلى بغداد، حيث أكمل دراسته وتعلمه هناك. وكان الرجل محترماً بشدة بين أقرانه، حتى أن الخليفة هارون الرشيد قلّده منصب قاضٍ لعاصمته الرقة (تقريباً بعد عام 796) ، وأُعفي الشيباني من هذا المنصب عام 803.
عاد بعدها إلى بغداد وأكمل نشاطاته التعليمية، وخلال تلك الفترة، كان للشيباني التأثير الأكبر على تاريخ العلم والعلماء المسلمين. حيث علّم محمد بن ادريس الشافعي، وهو واحدٌ من أهم تلاميذ الشيباني. ولاحقاً، اختلف الشافعي مع معلّمه وألف “كتاب الرد على محمد بن الحسن”، وبالرغم من ذلك، بقي الشافعي يكنّ أشد الاحترام والإعجاب لمعلّمه الشيباني.
أوكل الرشيد منصب القاضي إلى الشيباني مرة أخرى، حيث رافق الأخير الخليفة عندما اتجه إلى خرسان، حيث عمل الشيباني هناك في منصب القاضي حتى وفاته عام 805 ميلادي في الري (جزء من طهران في إيران حالياً). وبالمناسبة، فقد توفي الشيباني في نفس اليوم والمكان اللذان توفي فيهما النحوي واللغوي البارز الكسائي. لذا علّق الخليفة الرشيد وقتها: “دفنت الفقه والنحو في يوم واحد”.

## أعماله
تعتبر أعماله، التي يُطلق عليها جميعاً  ظاهر الرواية، وهذه الأعمال هي كتب المبسوط والجامع الكبير والجامع الصغير والسير الكبير والسير الصغير والزيادات.
كتب الشيباني “مقدمة عن قانون الأمم” في نهاية القرن الثامن ميلادي، وهو كتاب يوفر توجيهات مفصلة عن الجهاد ضد الكفار، وتعليمات أخرى عن قوانين معاملة الرعايا من غير المسلمين. كتب الشيباني أطروحة ثانية أكثر تطوراً وتقدماً عن سابقتها، وحذى القضاة الآخرون حذوه وكتبوا عدداً من الأطروحات، والمؤلفة من مجلدات متعددة. حيث ناقشت هذه الأطروحات القانون الدولي العام والخاص.
ناقشت هذه الأطروحات الإسلامية المبكرة أيضاً مواضيعاً كتطبيق الأخلاق الإسلامية والاقتصاد الإسلامي والفقه العسكري الإسلامي في القانون الدولي ، كما طُرحت أيضاً مجموعة من المواضيع المتعلقة بالقانون الدولي الحديث، كالقوانين المتعلقة بالمعاهدات ومعاملة الدبلوماسيين والرهائن واللاجئين وأسرى الحرب، بالإضافة إلى القوانين المتعلقة بحق اللجوء وقانون الحرب وحماية النساء والأطفال والمدنيين، والعقود التي تُجرى خلال الحرب واستخدام الأسلحة السامة وتدمير أراضي العدو.
وأهمها :
- الأصل (المبسوط): وهو أوسع الكتب الفقهية المنقولة عن الامام محمد، لذلك سمي بالمبسوط، وَسُمي بالأصل لأنه أول تصنيفاته، وله نسخ كثيرة أصحها وأشهرها: نسخة أبي سليمان الجوزجاني. وقد تصدى لشرح المبسوط جماعة من علماء المذهب، وهو مطبوع بتحقيق أبي الوفا الأفغاني، وفيه نقص استدرك من «المختصر الكافي» للحاكم الشهيد، وللكتاب مخطوطات تامة غير منقوصة في تركيا.
- الزيادات: سُميت بهذا الاسم، قيل: لأن محمد بن الحسن كان يختلف إلى أبي يوسف وكان يكتب من «أماليه»، فجرى على لسان أبي يوسف أن محمداً يشق عليه تخريج هذه المسائل فبلغه، فبناه مُفَرِّعا على كل مسألة بابا، وسماه: «الزيادات»، أي: زيادة على ما أملاه أبو يوسف. وقيل: إنما سُمِّي به لأنه لما فرغ من تصنيف «الجامع الكبير» تذكر فروعا لم يذكرها في (الكبير) فصنفه، ثم تذكر فروعا أخرى فصنف أخرى، وسماها «زيادات الزيادات».[31]
- الجامع الصغير: جمع فيه ما رواه عن أبي يوسف وليس فيه استدلال. مطبوع.
- السير الصغير: وهو مسائل كتاب الجهاد، طبع بتحقيق د. احمد غازي، في مجمع البحوث الإسلامية /الجامعة الإسلامية في إسلام آباد.
- السير الكبير: وهو من أواخر تصانيف محمد بن الحسن [7]، وقيل هو آخر الكتب الستة المشهورة بظاهر الرواية، وهو مما رواه عن أبي حنيفة بدون واسطة، وموضوعه الجهاد والمغازي، وأحكام الغنائم، وغير ذلك من أبواب كتاب السير، وهو مطبوع.
- الجامع الكبير: يشتمل على ما رواه عن الامام أبي حنيفة بلا واسطة، وهو من مفاخر كتب المذهب الحنفي. مطبوع.

## شيوخه وتلاميذه

### شيوخه
تتلمذ الإمام محمد بن الحسن على جملة كبيرة من الشيوخ، وقدر سرد العلامة الكوثري في كتابه «بلوغ الأماني» أسماء نحو سبعين شيخاً من شيوخ محمد بن الحسن منهم الكوفي، والبصري، والمدني والمكي، والواسطي، والشامي، واليماني، إلى أن قال:«وغير هؤلاء من أهل تلك البلاد وغيرها ولم يزهد في الرواية عن أقرانه وعمن هو دونه كما هو شأن الأكابر في روايتهم عن الأصاغر»، ومن أبرز هؤلاء الأساتذة والمشايخ:
- الإمام أبو حنيفة النعمان
- أبو يوسف يعقوب بن إبراهيم الأنصاري
- الإمام مالك بن أنس
- عبد الرحمن الأوزاعي
- سفيان الثوري
- مسعر بن كدام
- عبد الملك بن عبد العزيز بن جريج
- عبد الله بن المبارك
- عمر بن ذر الهمداني
- محل بن محرز الضبي
- زفر بن الهذيل
- مالك بن مغول
- يونس بن أبي إسحاق
- داود الطائي
- القاسم بن معن
- بكر بن ماعز بن مالك

### تلاميذه
تتلمذ على يد الإمام محمد بن الحسن خلق كثير بحيث يصعب استقصاؤهم، ومن أشهر هؤلاء التلاميذ:
- محمد بن إدريس الشافعي
- أسد بن الفرات
- موسى بن سليمان الجوزجاني
- عيسى بن أبان
- محمد بن سماعة
- شعيب بن سليمان الكيساني
- علي بن صالح الجرجاني
- معلى بن منصور الرازي
- خلف بن أيوب
- إبراهيم المروزي
- أبو حفص الكبير
- هشام بن عبيد الله الرازي
- علي بن معبد بن شداد
- يحيى بن صالح الوحاظي
- أبو عبيد القاسم بن سلام
- نصر بن زياد النيسابوري
- يحيى بن معين
- أبو جعفر الهروي
- أحمد العامري
- داود بن رشيد
- الحسن الحضرمي
- محمد بن مقاتل الرازي
- إسماعيل بن توبة القزويني
- علي بن مسلم الطوسي
- موسى بن نصر الرازي
- شداد بن حكيم البلخي

## وفاته
توفي الإمام محمد بن الحسن سنة 189 هـ/ 804م، وهو ابن ثمان وخمسين سنة، وكانت وفاته ببلدة يقال لها (رنبويه) بالري، وكان قد خرج إليها صحبة الخليفة العباسي هارون الرشيد، ومات معه في المكان المذكور علي بن حمزة الكسائي وروي أنهما ماتا في يوم واحد، وقيل: مات الكسائي بعد محمد بيومين، فجزع الرشيد لموتهما وقال: «دفنت الفقه والنحو بالري». ورثاهما الشاعر أبو محمد اليزيدي بأبيات منها:

## مؤلفاته
منها ما أطلق عليه العلماء كتب ظاهر الرواية، وهي:
- المبسوط، ويسمى: الأصل.
- الزيادات.
- الجامع الكبير في الفروع.
- الجامع الصغير.
- السير الكبير .
- السير الصغير.
و سميت بكتب ظاهر الرواية؛ لأنها رويت عن الثقات من تلاميذه، فهي ثابتة عنه إما بالتواتر أو بالشهرة.

## قيل فيه
كان الشافعي يقول: «كتبت عنه وقر بختي وما ناظرت سمينا أذكى منه، ولو أشاء أن أقول: نزل القرآن بلغة محمد بن الحسن، لقلت لفصاحته».
وقال الشافعي: «قال محمد بن الحسن: أقمت عند مالك ثلاث سنين وكسرا وسمعت من لفظه سبعمائة حديث».
وقال ابن معين: كتبت عنه «الجامع الصغير».
قال إبراهيم الحربي: قلت للإمام أحمد: من أين لك هذه المسائل الدقاق؟ قال: من كتب محمد بن الحسن.
قيل: إن محمدا لما احتضر قيل له: أتبكي مع العلم؟ قال: أرأيت إن أوقفني الله وقال: يا محمد ما أقدمك الري؟ الجهاد في سبيلي، أم ابتغاء مرضاتي؟ ماذا أقول؟
ونعته الخطيب البغدادي بإمام أهل الرأي.